# Chiffre
Pour les articles homonymes, voir Chiffre (homonymie).

Les dix chiffres des chiffres arabes, par ordre de valeur.

Un chiffre est un signe d'écriture utilisé seul ou en combinaison pour représenter des nombres entiers. Dans un système de numération positionnel comme le système décimal, un petit nombre de chiffres suffit pour exprimer n'importe quelle valeur. Le nombre de chiffres du système est la base. Le système décimal, le plus courant des systèmes de numération, comporte dix chiffres représentant les nombres de zéro à neuf.
L'écriture « 27 » à deux chiffres (2 et 7) représente le nombre « vingt-sept ». Il désigne aussi le vingt-septième d'une liste d'objets, comme dans la date « 27 janvier ». L'écriture « 2 » à un chiffre (2) représente le nombre deux.

## Distinction entre «chiffre» et «nombre»
Un chiffre est un élément d'écriture. Pour dire un nombre, on n'utilise pas de chiffres. On dit le nom du nombre, que l'on peut aussi écrire en toutes lettres. Le nom d'un nombre peut être simple, comme « seize » ou composé, comme « dix-sept » ou « mille deux cent quatre-vingt-cinq ». Le nom du nombre varie selon les langues, mais il se réfère toujours exactement à la même abstraction.
Pour effectuer des opérations sur les nombres, on a inventé des systèmes de numération qui permettent de les écrire rapidement, en chiffres. L'usage des chiffres pour l'écriture des nombres est lié à la pratique du calcul.
L'écriture d'un nombre représente un nombre, c'est-à-dire une quantité alors qu'un chiffre ne représente pas de quantité. On distingue un nombre à un chiffre du chiffre qui est un simple signe.
Les chiffres jouent par rapport aux nombres un rôle similaire à celui des lettres par rapport aux mots. À l'écrit, les nombres sont représentés par une juxtaposition de chiffres, de même que les mots sont représentés par une juxtaposition de lettres. Ainsi, 13 (« treize ») est un nombre qui, en base dix, s'écrit avec les chiffres « 1 » et « 3 ». De même qu'un mot peut être constitué d'une seule lettre, tel le mot « a » (verbe « avoir » conjugué à la troisième personne du singulier au présent de l'indicatif), un chiffre seul peut représenter un nombre. Par exemple, en base dix toujours, le nombre 4 (« quatre ») s'écrit avec uniquement le chiffre 4. Par contre, les arrangements de lettres ne forment pas forcément un mot, alors que dans les systèmes de numération positionnelle, toute suite de chiffres peut s'interpréter valablement comme un nombre entier.
L'écriture en chiffres ne peut représenter que des nombres entiers. Dans les nombres décimaux, un signe de ponctuation, la virgule, sépare le nombre d'unités, à gauche, du nombre de fractions décimales, à droite. Certains nombres ne peuvent se représenter que par une formule (« 1/3 » pour un tiers, « √2 » pour la racine carrée de deux), par un symbole particulier (« π » pour le nombre Pi), ou par un signe convenu qui désigne une variable (« x », « maVariable »).

### Confusion dans l'usage
Toutefois, quand il ne s'agit pas de mathématiques, par synecdoque, le mot « chiffre » se trouve dans de nombreuses expressions avec le sens de « nombre ». Le Dictionnaire de l'Académie française indique comme second sens du mot « chiffre » : « Le nombre que figurent les chiffres ; le montant total. Le chiffre de la population d'un pays, le nombre de ses habitants. COMMERCE. Chiffre d'affaires, montant des recettes d'un exercice annuel ». On dit couramment « chiffrer », « chiffrage » pour des opérations de dénombrement ou de quantification. En démographie, on parle des « chiffres de la population » et non des « nombres de la population » ; et, en économie, de « chiffre d'affaires », et non de « nombre d'affaires ». Cette confusion commune gêne, dans le cadre scolaire, l'enseignement de la notion de nombre.

## Signes et mode d'utilisation
Un nombre s'écrit comme une séquence de chiffres qui peut être de différentes longueurs. Le système unaire n'utilise qu'un seul chiffre, en forme de simple bâton et représentant la valeur 1, qui peut être répété indéfiniment pour exprimer tous les entiers naturels de façon additive. Mais il existe de nombreux systèmes de numération plus élaborés, mettant en jeu des chiffres représentant différentes valeurs. Les chiffres mis à contribution varient selon les cultures. En voici quelques exemples.
| Z1 |

| Z1 |

| Z1 · Z1 |

| Z1 · Z1 |

| Z1 · Z1 · Z1 |

| Z1 · Z1 · Z1 |

| Z1 · Z1 · Z1 · Z1 |

| Z1 · Z1 · Z1 · Z1 |

| Z1 · Z1 · Z1 · Z1 · Z1 |

| Z1 · Z1 · Z1 · Z1 · Z1 |

| Z1 · Z1 · Z1 · Z1 · Z1 · Z1 |

| Z1 · Z1 · Z1 · Z1 · Z1 · Z1 |

| Z1 · Z1 · Z1 · Z1 · Z1 · Z1 · Z1 |

| Z1 · Z1 · Z1 · Z1 · Z1 · Z1 · Z1 |

| Z1 · Z1 · Z1 · Z1 · Z1 · Z1 · Z1 · Z1 |

| Z1 · Z1 · Z1 · Z1 · Z1 · Z1 · Z1 · Z1 |

| Z1 · Z1 · Z1 · Z1 · Z1 · Z1 · Z1 · Z1 · Z1 |

| Z1 · Z1 · Z1 · Z1 · Z1 · Z1 · Z1 · Z1 · Z1 |

| V20 |

| V20 |

| V1 |

| V1 |

| M12 |

| M12 |

| D50 |

| D50 |

| I8 |

| I8 |

| I7 |

| I7 |

| C11 |

| C11 |

Ainsi que le montrent ces exemples, les systèmes de numération ne disposent pas tous d'un chiffre « zéro ». Par conséquent, ils ne permettent pas tous de représenter le nombre nul.
Le nombre de chiffres d'une numération est étroitement lié au système de numération, c'est-à-dire au mode d'utilisation de ces chiffres. Pour les systèmes additifs et hybrides, la limite du nombre de chiffres disponibles rend les nombres difficiles à représenter au-delà d'une certaine borne. Seuls les systèmes positionnels permettent de représenter aisément tous les nombres entiers à l'aide d'un nombre limité de chiffres.

### Systèmes additifs
Avec la notation additive, on calcule le nombre en ajoutant la valeur de chacun des chiffres écrits. La numération égyptienne, décimale, a des chiffres de valeur 1, 10, 100, 1000, 10 000, 100 000, 1 000 000.
Pour éviter une longue succession de chiffres identiques, un système additif peut employer des chiffres de valeur inférieure à la base de la numération. C'est le cas pour la numération romaine, qui, tout en étant décimale, utilise des chiffres de valeur un, cinq, dix, cinquante, cent, cinq cents, mille. Cette dernière connaît aussi une variante dans laquelle on n'ajoute la valeur d'une suite de chiffres identiques que si celui qui la suit est d'un ordre inférieur, sinon on la retranche[réf. souhaitée].

### Systèmes hybrides
Les numérations alphabétiques, quant à elles, utilisent des chiffres pour les différents multiples des puissances de β. Ainsi, la numération hébraïque, par exemple, utilise des chiffres pour les unités (1, 2, 3..., 9), dizaines (10, 20, 30..., 90) et centaines (100, 200, 300..., 900). La numération alphabétique grecque utilise des chiffres pour les mêmes valeurs, et poursuit avec les milliers (1000, 2000, 3000..., 9000)[réf. souhaitée].
Les systèmes hybrides nécessitent, pour une base β, des chiffres allant de 1 à β-1, plus des chiffres pour représenter les puissances successives β. Ces systèmes sont multiplicatifs et additifs : chaque chiffre utilisé représentant une puissances de β est, au besoin, précédé d'un chiffre représentant une unité (à partir de 2). La valeur du nombre est alors égal à la somme des nombres et produits de nombres en présence.

### Systèmes positionnels
Les systèmes positionnels utilisent, en principe, β chiffres, de 0 à β-1, pour une base β. Le nombre de chiffres peut néanmoins être plus réduit.
- Une base auxiliaire peut être utilisée. C'est le cas de la numération mésopotamienne, sexagésimale, qui utilise une base auxiliaire décimale. Cette numération utilise ainsi des chiffres pour les unités et pour les dizaines.

Comme le suggère la dénomination, dans un système de numération positionnel, une combinaison de chiffres représente un nombre différent selon la position qu'occupent ces chiffres. Dans une séquence de chiffres, les positions successives ont une valeur égale aux puissances successives de la base. La valeur totale d'un nombre est calculée en multipliant chacun des chiffres par la valeur de sa position, et en additionnant les résultats.
Par exemple, dans la séquence 153, le chiffre 3 occupe la première position qui, quelle que soit la base β, a pour valeur β0=1. Le chiffre 5 occupe la deuxième position, qui a pour valeur β1 = β. Et le chiffre 1 occupe la troisième position, qui a pour valeur β2.
Dans le cas d'une base dix, 153 vaut :
(3 × 100) + (5 × 101) + (1 × 102)
= (3 × 1) + (5 × 10) + (1 × 100)
= 3 + 50 + 100 = 153.
Enfin, pour des raisons de lisibilité, les chiffres peuvent être séparés par petits groupes au-delà d'un certain seuil. Le système de numération indo-arabe fait souvent intervenir, selon ce principe, un séparateur de positions. Le symbole utilisé pour cela est purement conventionnel ; la convention, et donc le symbole employé, varie d'ailleurs selon les pays.

## Mathématiques
En mathématiques, on utilise ordinairement les chiffres arabes, dont l'appellation est ambiguë puisque leur tracé a connu des évolutions en Europe après leur emprunt aux Arabes, et que les Arabes disposent de chiffres qui diffèrent de ceux-là.
Ces dix chiffres sont ceux du système décimal employé par défaut : 0, 1, 2, 3, 4, 5, 6, 7, 8, 9.
Le nombre de chiffres utilisés dépend de la base. En effet, n chiffres sont nécessaires pour représenter tous les entiers dans une base n fixe.
- Si n est inférieur à 10, on utilise généralement les n premiers chiffres, à partir de 0. Par exemple, dans le système binaire, on n'emploie que deux chiffres : 0 et 1. Ce système est souvent utilisé pour représenter des valeurs telles que « vrai » et « faux », « marche » et « arrêt ». Il convient notamment pour représenter le fonctionnement de l'électronique numérique utilisée dans les ordinateurs, d'où son usage en informatique.
- Si n est strictement supérieur à 10 et inférieur à 36, on utilise les chiffres de 0 à 9, et, par convention, on poursuit avec (n−10) lettres de l'alphabet latin à partir de A. Ainsi, les chiffres du système hexadécimal sont 0, 1, 2, 3, 4, 5, 6, 7, 8, 9, A, B, C, D, E, F, leur valeur allant, dans l'ordre, de 0 à 15. Ce système est surtout utilisé en informatique.
- Si n est strictement supérieur à 36, on utilise une base dix auxiliaire : les chiffres sont représentés par un nombre en base dix, et sont dissociés les uns des autres par un séparateur de position.

Généralement, le signe des nombres n'est pas indiqué par les chiffres eux-mêmes, mais par l'adjonction d'un signe supplémentaire, soit +, soit −. Cependant, les chiffres exprimant une valeur positive, le nombre représenté, sans indication supplémentaire de signe, est également positif. De ce fait, le signe + est rarement employé.
En informatique, la nécessité a fait adopter d'autres solutions. En langage machine et dans les langages proches, les nombres se notent avec un nombre invariable de chiffres binaires ou hexadécimaux, qui dépend du type déclaré préalablement. Les nombres entiers se notent souvent en complément à 2n. Si le premier chiffre binaire est un 1, le nombre est négatif. La représentation unifiée des nombres relatifs permet d'utiliser dans tous les cas les algorithmes d'addition et de multiplication. Par contre, la représentation en virgule flottante utilise pour la mantisse un signe en plus du code nombre, que les algorithmes doivent traiter séparément, tandis que l'exposant est un nombre entier dont la valeur est décalée par rapport à zéro.
Il existe aussi des systèmes équilibrés, employant des chiffres signés. Par exemple, le système trinaire équilibré utilise les chiffres 1, 0, 1, valant, respectivement, -1, 0, 1. Il est adapté pour représenter les booléens dont les valeurs sont « vrai », « faux » et « indéterminé », et est pratique pour l'informatique, car il évite l'ajout d'un chiffre supplémentaire pour indiquer le signe d'un nombre. Dans un tel système, les nombres positifs et négatifs bénéficient de la même représentation[réf. nécessaire].
Un système de numération n'implique pas nécessairement l'utilisation du chiffre zéro. La numération bijective en base k permet notamment de représenter tous les entiers sans faire appel à ce dernier. Elle utilise cependant le même nombre de chiffres que le système positionnel usuel. Par exemple, en base dix, il n'y a pas de 0, mais le chiffre A représente la valeur 10.
Il existe aussi des systèmes pour lesquels certains nombres peuvent être représentés par plusieurs séquences de chiffres différentes. Dans le système de numération d'Avizienis, par exemple, tous les nombres n'ont pas une représentation unique.

## Histoire

### Étymologie
Le mot « chiffre » (chiffre, Philippe de Commynes, 1486), qui a probablement subi l'influence du picard pour la modification de la consonne initiale, provient de l'ancien français cifre (cifre, Gauthier de Coincy, 1220), d'après l'italien cifra, issu du latin médiéval cifra, lui-même emprunté à l'arabe sifr (الصِّفْر ʾaṣ-ṣifr), utilisé pour « zéro » et signifiant « le vide », le « rien », terme formé sur le modèle du sanskrit sunya, signifiant « vide ».

### Des origines au Moyen Âge
Le plus ancien système de numération de l'humanité est le système unaire, qui n'utilise qu'un seul chiffre, en forme de bâton, se répétant autant de fois que nécessaire pour représenter un nombre (exemple des os d'Ishango, découverts en République démocratique du Congo et dont les inscriptions dateraient d'il y a 20 000 ans).
Ce système est encore en usage de nos jours dans des opérations de dénombrement. En France, le dépouillement des bulletins de vote se fait ainsi en ajoutant une barre dans la ligne du candidat dont le scrutateur lit le nom sur le bulletin de vote. Pour faciliter le décomptage final, on groupe les barres par cinq.
Ce système a donné naissance à de nombreux systèmes additifs où de nouveaux signes remplacent des groupes de chiffres pour rendre les nombres plus lisibles. La numération romaine développe un système additif préhistorique. L'initiale des noms de nombre « cent » et « mille » les représente, selon l'habitude romaine d'utiliser des abréviations pour les inscriptions. Le système s'est répandu dans une grande partie de l'Europe avec les conquêtes romaines, puis par l'influence de l'Église chrétienne. Il était commun au Moyen Âge ; il reste couramment employé pour les siècles, la numérotation des titres de sections de textes, et les heures sur les horloges et les cadrans solaires.

### Les chiffres indo-arabes
Les chiffres arabes font partie des écritures de type logographique, c'est-à-dire que le symbole « 1 » se prononce de façon différente dans chaque langue, mais représente le même élément abstrait et reste donc compréhensible sous sa forme écrite.
Ces chiffres doivent leur nom au fait qu'ils proviennent des Arabes. L'ouvrage d'Al-Khawarizmi Traité du système de numération des Indiens (rendu accessible aux lettrés non-arabisants par ses traductions en latin, dont De numero indorum) laisse penser qu'ils seraient originaires d'Inde. Le zéro (représenté par un point) était utilisé comme marqueur de position vide par les astronomes babyloniens, mais ceux-ci n'avaient pas fait la démarche de le considérer comme chiffre à part entière.
Le concept du zéro, en tant que symbole numérique à parité avec les autres, qu'élément neutre de l'addition et élément absorbant de la multiplication, est en revanche présent dans les textes mathématiques indiens, en particulier l'analyse du problème de l'échiquier et des grains de blé.
Les chiffres de 1 à 9 ont été inventés en Inde. Ils apparaissent dans des inscriptions de Nana Ghât au IIIe siècle av. J.-C. La numération de position avec un zéro (un simple point à l'origine), a été développée au cours du Ve siècle. Dans un traité de cosmologie en sanskrit de 458, on voit apparaître le nombre 14 236 713 écrit en toutes lettres. On y trouve aussi le mot « sunya » (le vide), qui représente le zéro. C'est à ce jour le document le plus ancien faisant référence à cette numération.
Les dix chiffres indiens ont été adoptés dans le monde arabo-musulman, puis dans le monde chrétien,.
De nos jours, on écrit ces chiffres ainsi:
- Au Moyen-Orient (voir chiffres arabes orientaux):  ٠, ١, ٢, ٣, ٤, ٥, ٦, ٧, ٨ et ٩.
- Au Maghreb et en Occident (voir chiffres arabes): 0, 1, 2, 3, 4, 5, 6, 7, 8, et 9.